# 신호 (전자공학)

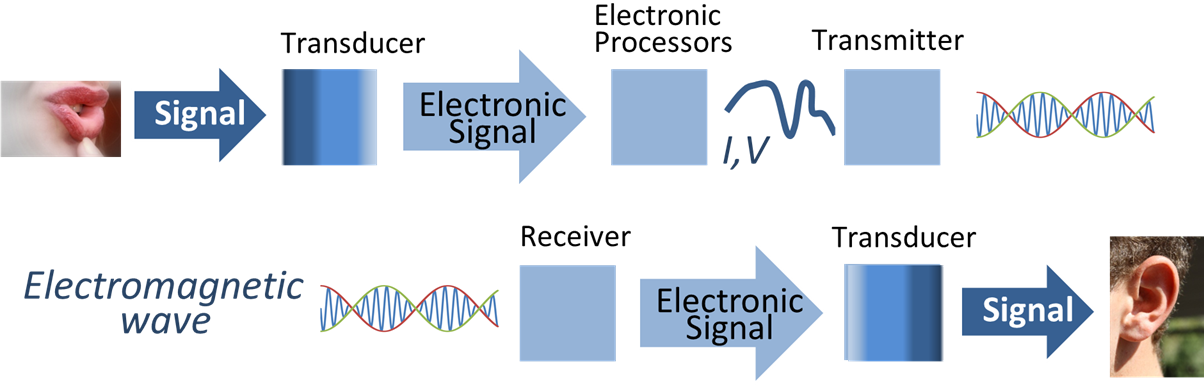
전기 신호를 통한 신호 전달

신호(信號, Signal)는 통신이나 신호처리 등 전자공학 분야에서 쓰이는 용어로, 시간에 따라 변화하는 양자를 말한다. 신호는 어떤 변형을 삽입하여 달성된 일부 미디어를 통한 데이터 전송의 프로세스와 결과를 모두 나타낸다. 신호는 신호 처리, 정보 이론 및 생물학을 포함한 여러 주제 분야에서 중요하다.
신호 처리에서 신호는 현상에 대한 정보를 전달하는 기능이다. 공간이나 시간에 따라 변할 수 있는 수량은 관찰자 간에 메시지를 공유하는 신호로 사용될 수 있다. 신호 처리에 대한 IEEE 트랜잭션에는 신호의 예로 오디오, 비디오, 음성, 이미지, 소나 및 레이더가 포함된다. 신호는 정보를 전달하지 않더라도 공간이나 시간(시계열)에 걸쳐 관찰 가능한 양의 변화로 정의될 수도 있다.
자연에서 신호는 근처 식물에 포식자를 경고하기 위해 식물 화학 물질을 방출하는 것에서부터 다른 동물에게 먹이를 경고하기 위해 동물이 내는 소리나 동작에 이르기까지 다른 유기체에게 경고하기 위해 유기체가 수행하는 조치일 수 있다. 신호 전달은 세포 신호 전달과 함께 세포 수준에서도 모든 유기체에서 발생한다. 진화 생물학의 신호 이론은 진화의 실질적인 원동력이 신호 방법을 개발하여 서로 의사소통하는 동물의 능력이라고 제안한다. 인간 공학에서 신호는 일반적으로 센서에 의해 제공되며, 신호의 원래 형태는 변환기를 사용하여 다른 형태의 에너지로 변환되는 경우가 많다. 예를 들어, 마이크는 음향 신호를 전압 파형으로 변환하고 스피커는 그 반대로 변환한다.
신호의 또 다른 중요한 속성은 엔트로피 또는 정보 내용이다. 정보 이론은 신호와 그 내용에 대한 공식적인 연구 역할을 한다. 신호 정보에는 잡음이 수반되는 경우가 많다. 이는 주로 원치 않는 신호 수정을 의미하지만 원하는 신호와 충돌하는 원치 않는 신호(누화)도 포함하도록 확장되는 경우가 많다. 잡음 감소는 신호 무결성이라는 제목 아래 부분적으로 다룬다. 배경 잡음에서 원하는 신호를 분리하는 것은 신호 복구 분야이며, 그 중 한 분야는 무작위 교란을 억제하기 위한 확률론적 접근 방식인 추정 이론이다.
전기 공학과 같은 공학 분야는 정보 전송, 저장 및 조작과 관련된 시스템의 설계, 연구 및 구현을 발전시켜 왔다. 20세기 후반에는 전기공학 자체가 여러 분야로 분리되었다. 물리적 신호를 조작하는 시스템의 설계 및 분석을 전문으로 하기 위해 전자공학과 컴퓨터공학이 개발되었고, 사용자 신호의 기능적 설계를 다루기 위해 디자인공학이 발전했다.

## 같이 보기
- 의사소통의 수학적 이론
- 신호 대 잡음비